# Đức Giang (phường)
Đức Giang là một phường thuộc quận Long Biên, thành phố Hà Nội, Việt Nam.

## Địa lý
Phường Đức Giang nằm ở trung tâm quận Long Biên, có vị trí địa lý: 
- Phía đông giáp phường Giang Biên
- Phía tây giáp phường Thượng Thanh
- Phía nam giáp phường Gia Thụy và phường Việt Hưng
- Phía bắc giáp hai phường Thượng Thanh, Giang Biên và huyện Gia Lâm.

Phường Đức Giang có diện tích 2,41 km², dân số năm 2022 là 28.495 người, mật độ dân số đạt 11.823 người/km².

## Lịch sử
Ngày 13 tháng 10 năm 1982, thị trấn Đức Giang được thành lập theo quyết định số 173-HĐBT của Hội đồng Bộ trưởng. Thị trấn được tổ chức làm 3 khối dân: Khối 1 gồm khu vực ngã ba cầu Chui và một phần của Khu Ga (trước đó thuộc thị trấn Gia Lâm); Khối 2 gồm khu vực phố Ô cách (trước đó thuộc xã Việt Hưng) và Khối 3 gồm khu vực phố Thanh Am (trước đó thuộc thị trấn Yên Viên). Ngoài 3 khối dân cư thị trấn còn quản lý về mặt hành chính đối với các khu tập thể: Nhà máy gỗ Cầu Đuống, Diêm Thống Nhất, khu tập thể Thượng Thanh, khu tập thể Tổng cục Hậu Cần.
Ngày 06 tháng 11 năm 2003, Chính phủ ban hành Nghị định số 132/2003/NĐ-CP về việc thành lập quận Long Biên. Theo đó, thị trấn Đức Giang thuộc huyện Gia Lâm trở thành phường Đức Giang thuộc quận Long Biên.
Tháng 8 năm 2004, phường Đức Giang đã bàn giao sang phường Thượng Thanh 4 tổ dân phố, đồng thời tiếp nhận của phường Thượng Thanh và phường Gia Thuỵ 2 tổ dân phố. Đến năm 2005 phường Đức Giang đã có 33 tổ dân phố với 23.800 nhân khẩu.